# Полвериджи
Полверѝджи (на италиански: Polverigi) е малко градче и община в Централна Италия, провинция Анкона, регион Марке. Разположено е на 140 m надморска височина. Населението на общината е 4325 души (към 2010 г.).